# Talāter
Talāter (persiska: تلاتر) är en ort i Iran.   Den ligger i provinsen Qazvin, i den nordvästra delen av landet, 150 km nordväst om huvudstaden Teheran. Talāter ligger 1 517 meter över havet och antalet invånare är 162.
Terrängen runt Talāter är bergig norrut, men söderut är den kuperad.Runt Talāter är det ganska tätbefolkat, med 108 invånare per kvadratkilometer. Närmaste större samhälle är Akūjān, 2,1 km väster om Talāter. Trakten runt Talāter består i huvudsak av gräsmarker.